# Juan Ortiz de Zárate
Juan Ortiz de Zárate va ser un conqueridor i colonitzador espanyol, nascut a Urduña, cap a 1521.
Juan Ortiz de Zárate va ser nomenat adelantado del Riu de la Plata pel virrei del Perú, el llicenciat Lope García de Castro. Va reemplaçar al governador, amb seu a Asunción, Francisco Ortiz de Bergara. Va voler confirmar el seu nomenament davant del rei d'Espanya, pel que va delegar el comandament a Felipe de Cáceres i va viatjar a la península Ibèrica. Retornà el 1569 i va ocupar el càrrec fins a 1576, en què va morir. Va decidir que el succeís qui es casés amb la seva filla, Juana de Zárate, i interinament al seu nebot, Diego Ortiz de Zárate y Mendieta. L'escollit per Juana va ser Joan Torres de Vera y Aragón.